# Кузевичи (Минская область)
Кузе́вичи (бел. Кузевічы) — деревня в Гайненском сельсовете Логойского района Минской области Белоруссии. Расположена в 10 км от Логойска, в 49 км от Минска, в 35 км от железнодорожной станции Смолевичи. Население — 85 человек (2010).

## История
Впервые упоминается в конце XVI века как часть имения Селец во владении Тамковича на территории Минского повета Минского воеводства Великого княжества Литовского. После второго раздела Речи Посполитой 1793 года в составе Российской империи. В 1800 году становится центром фольварка. В 1833 году центр имения, в которое входили две деревни Кузевичи. В 1847 году деревня в собственности помещицы Гольдичевой. Работала водяная мельница и трактир.
В 1870 году деревня в составе Логойской волости Борисовского уезда Минской губернии. В начале XX века деревня в составе Логойского сельского общества.
С февраля по декабрь 1918 года деревня была оккупирована войсками Германской империи. С августа 1919 года по июль 1920 года — войсками Польши.
С 1919 года в составе БССР. С 29 октября 1924 года центр Кузевичского сельсовета Логойского района Минского округа. В 1926 году работа кузница, сапожная мастерская, с 1933 года — гонторезка. В 1930 году создан колхоз «1 мая».
Во время Великой Отечественной войны с начала июля 1941 года по начало июля 1944 года была захвачена немецкими войсками, которые спалили деревню, уничтожив 66 жителей. В Германию было увезено десять человек, девять жителей деревни погибло на фронте, пятеро во время партизанской борьбы. После войны деревня была восстановлена.
В 1973 году при бурении скважины в районе деревни был случайно обнаружен Логойский кратер.
До 28 мая 2013 года деревня входила в состав упразднённого Логозинского сельсовета.